# Leh (Distrikt)
Der Distrikt Leh ist ein Verwaltungsdistrikt im indischen Unionsterritorium Ladakh.
Mit einer Fläche von 45.110 km² ist Leh der flächenmäßig zweitgrößte Distrikt Indiens nach Kachch in Gujarat. Im Norden grenzt er an den Distrikt Ghanche in Gilgit-Baltistan. Leh hat eine kurze Grenze zu Xinjiang in der Volksrepublik China, am Karakorumpass. Aksai Chin und Tibet liegen im Osten. Der Distrikt Kargil liegt im Westen und Lahaul und Spiti im Süden. Der Verwaltungssitz des Distrikts ist die Stadt Leh.

## Geschichte

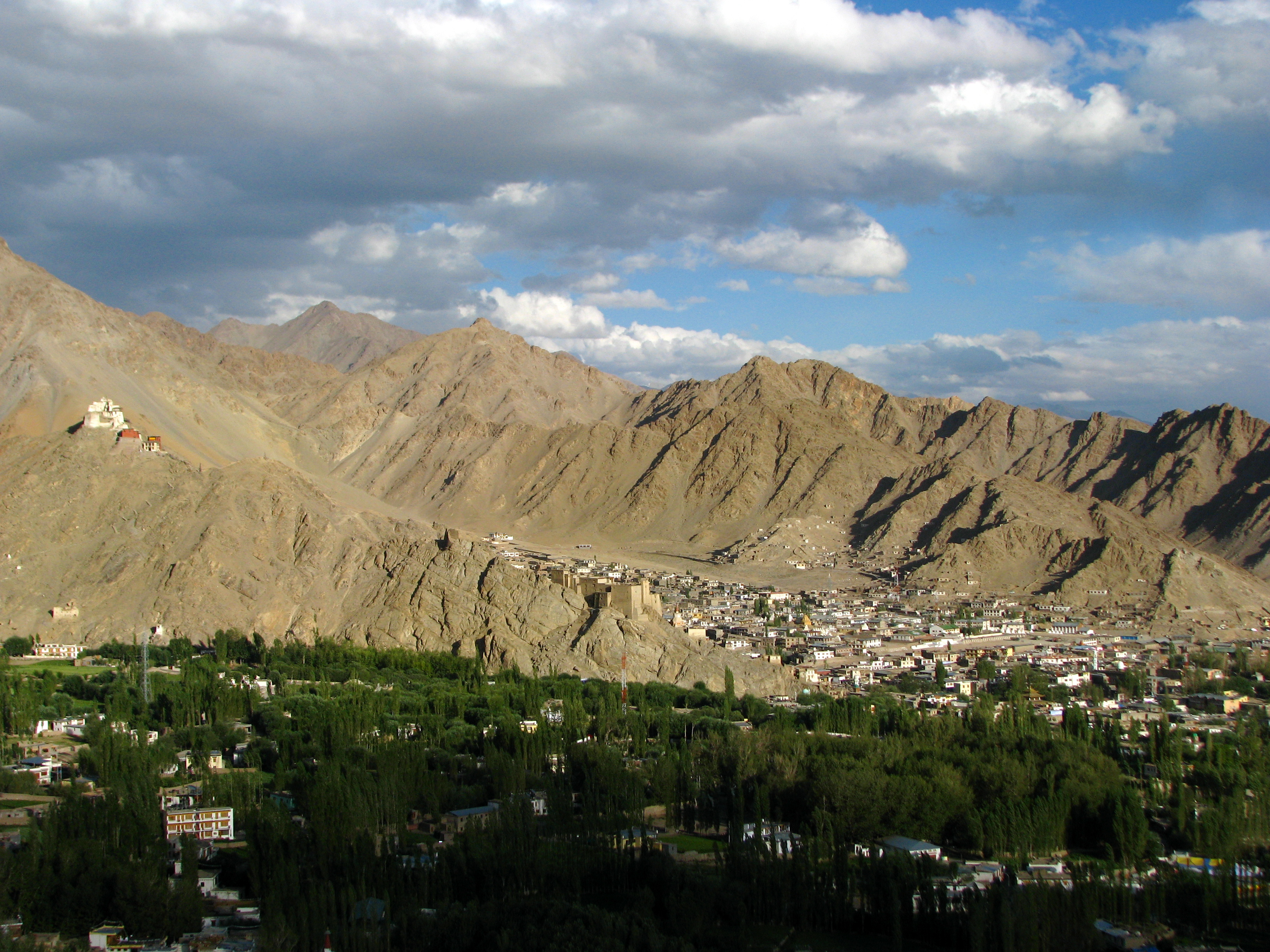
Blick auf die Distrikthauptstadt Leh

Das Gebiet des Distrikts Leh befand sich über den größten Teil seiner Geschichte im Einflussbereich der tibischen Kultur. Durch den Distrikt verlief eine alte Handelsstraße, die den Punjab mit Zentralasien verband. Diese Handelsverbindung war aufgrund des unwirtlichen Terrains zwar schwierig zu passieren, jedoch bot sie aus demselben Grund eine relative Sicherheit vor räuberischen Überfällen, mit denen auf den weiter westlich in den Ebenen verlaufenden Straßen zu rechnen war. Eben diese lukrative Handelsverbindung war es wohl, die Gulab Singh, den Herrscher Jammus, im Jahr 1837 veranlasste, seine Herrschaft auf das Gebiet Lehs auszudehnen. Das Gebiet wurde dadurch Teil des Fürstenstaats Jammu und Kashmir und dieser wurde später Teil Britisch-Indiens. Nach der Unabhängigkeit Indiens 1947 kam es zu Spannungen zwischen Indien und der Volksrepublik China über den genauen Grenzverlauf und schließlich zum Indisch-Chinesischen Grenzkrieg von 1962, der damit endete, dass China die vollständige Kontrolle über ein 37.555 km² großes Grenzgebiet (Aksai Chin) übernahm, das bis heute von Indien weiter als Teil Ladakhs beansprucht wird.
Bis zum 1. Juli 1979 bildete ganz Ladakh einen einzigen Distrikt mit Leh als Distrikthauptstadt. Dieser wurde dann in den mehrheitlich muslimischen Distrikt Kargil und den mehrheitlich buddhistischen Distrikt Leh aufgeteilt. Die unterschiedlichen Religionen waren in der zweiten Hälfte des 20. Jahrhunderts ein Streitpunkt zwischen Buddhisten und Muslimen und einer der Gründe für die Aufteilung.

## Bevölkerung
Nach der Volkszählung von 2011 lag Leh mit 133.487 Einwohnern in Bezug auf die absolute Bevölkerungszahl auf Platz 609 der damals 640 Distrikte. Der Distrikt hat eine Bevölkerungsdichte von 3 Einwohnern pro Quadratkilometer. Der Bevölkerungszuwachs zwischen 2001 und 2011 betrug 25,48 %. Der Distrikt hatte eine Geschlechterverteilung von 690 Frauen auf 1000 Männer. Die Alphabetisierungsrate betrug 77,2 %. 66,4 % waren Buddhisten, 14,3 % Muslime, 17,1 % Hindus und 2,2 % übrige Religionen oder ohne Angabe.

## Sprachen
Bei der Volkszählung 2011 sprachen gute zwei Drittel der Bevölkerung die tibetobirmanische Sprache Bhotia als Muttersprache.
| Sprache              | Sprecherzahl | Prozent |
| -------------------- | ------------ | ------- |
| Ladakhisch (Bhotia)* | 90.875       | 68,1 %  |
| Hindi                | 17.866       | 13,4 %  |
| Balti                | 5269         | 3,9 %   |
| Tibetisch            | 4788         | 3,6 %   |
| Ladakhisch           | 4416         | 3,3 %   |
| Panjabi              | 1358         | 1,0 %   |
| Marathi              | 1351         | 1,0 %   |
| Nepali               | 1350         | 1,0 %   |
| Sonstige             | 6214         | 4,7 %   |
| Gesamt               | 133.487      | 100,0 % |

* In der offiziellen indischen Sprachenstatistik werden Ladakhisch, Tibetisch, Denjongka,  Drukpa (Bhutanesisch), Tamang (Murmi), Lahuli, Balti mit anderen verwandten Dialekten unter der Bezeichnung Bhotia subsumiert.

## Verwaltung
Leh ist in 3 Tehsils und 9 Blöcke gegliedert. Die neun Blöcke sind Durbuk, Khalsi, Saspol, Kharu, Leh, Chuchot, Nobra, Panamik und Nyoma.
Autonomous Hill Council
Der Distrikt Leh wird seit 1995 vom gewählten Ladakh Autonomous Hill Development Council (LAHDC) verwaltet.